# Kątoząb syberyjski
Kątoząb syberyjski, traszka syberyjska, salamandra syberyjska, traszka Keyserlinga (Salamandrella keyserlingii) – gatunek płaza ogoniastego z rodziny kątozębnych (Hynobiidae).

## Opis ogólny
Długość do 16 cm, ciało wałkowate, ogon lekko bocznie spłaszczony. Płaz ten zasiedla największy obszar ze wszystkich płazów (ponad 12 mln km²). Występuje w Rosji (m.in. obwody niżnonowogrodzki, kostromski i archangielski), północnym Kazachstanie, północnej Mongolii, północno-wschodnich Chinach, północno-wschodniej KRLD oraz na Hokkaido (Japonia). Po śnie zimowym spędzonym na lądzie, na rozród wchodzi do wody. Zapłodnienie zewnętrzne.
Gatunek ten został opisany przez Benedykta Dybowskiego w czasie jego zesłania na Sybir. Jeszcze tylko 1 gatunek płaza ogoniastego został opisany przez Polaka, a mianowicie – salamandra kaukaska.

## Opis szczegółowy

### Cechy taksonomiczne

#### Właściwości morfologiczne
Płaz ten charakteryzuje się gładką skórą, obecnością niewielkich gruczołów przyusznych i 11 – 14, przeważnie 12, bruzd międzyżebrowych. Długość ogona, ogólnie biorąc, równa się długości reszty ciała (głowa + tułów). Sam ogon charakteryzuje się bocznym spłaszczeniem (podobnie jak u traszek). Ważną cechą morfologiczną tego gatunku jest obecność tylko 4 palców w tylnej kończynie („standardowo” w kończynie tylnej płazów jest 5 palców). Serie zębów podniebiennych załamane są pod kątem ostrym, stąd nazwa „kątoząb”. Osobniki dorosłe osiągają od 8 do 12 cm, maksymalnie 16 cm.

#### Cechy anatomiczne
W szkielecie głowy tego płaza występują pierwotne cechy, zwłaszcza w obrębie zawieszenia żuchwy. Wyspecjalizowanym narządem oddechowym osobników przeobrażonych są płuca (u larw występują skrzela zewnętrzne). Ponadto funkcję respiracyjną pełni także jama gębowa oraz skóra. Z cech anatomicznych dotyczących rozrodu godnym uwagi jest brak zbiornika nasiennego u samic (samce nie produkują spermatoforów). Poza tym budowa jajnika kątozęba syberyjskiego odbiega swoją budową od jajników zarówno innych płazów ogoniastych, jak i płazów bezogonowych.

#### Cechy cytogenetyczne
Jedyną pewną metodą na rozróżnienie kątozęba syberyjskiego od pokrewnego, kryptycznego, gatunku (niemającego polskiej nazwy – S. schrenckii) jest zbadanie wielkości genomu jądrowego. I tak u opisywanego gatunku wielkość genomu jądrowego waha się w przedziale 65,5 – 68,1 pg (u S. schrenckii – 64,4 – 65,2 pg). Diploidalna liczba chromosomów wynosi 62 (2n=62).

#### Ubarwienie i plamistość
Powierzchnia grzbietowa kątozęba syberyjskiego ubarwiona jest w szerokich tonacjach koloru brązowego z różnymi odcieniami: złocistym, oliwkowym, szarawym, brązowo-brunatnym, brunatnym, ciemnoszarym, szarobrunatnym, szarobrązowym, brunatno-cynamonowym, dymno-szarym tworzącymi smugi na bokach ciała. Wzdłuż grzbietu, od głowy aż do końca ogona, ciągnie się szeroka złotawa, jasnobrązowa lub srebrzysta metalicznie błyszcząca wstęga, niekiedy z ciemnobrązową cienką linią kręgową pośrodku. Brzuch srebrzystoszary, niekiedy z małymi ciemnymi plamkami. U części osobników na ciele widoczne są małe ciemne plamki, względnie kropki, układające się czasami w wyraźny marmurek. Ubarwienie to pełni funkcję ochronną, gdyż doskonale stapia się z otoczeniem, szczególnie podczas „białych” nocy polarnych. Powierzchnia podgardzielowa ma barwę różową, brzuch – jasnoszarą, biało nakrapianą. Powierzchnia skóry jest błyszcząca.

#### Dymorfizm płciowy
U tego gatunku płaza dymorfizm płciowy jest słabo zaznaczony. Jedynie w okresie godowym zaznaczają się niewielkie różnice w morfologii samca i samicy. Samce charakteryzują się:
- szerszą głową i większą masą ciała
- dłuższym i wyższym ogonem (gł. powiększa się fałd skórny na grzbietowej stronie ogona)
- większą kloaką (dłuższą jak i szerszą)
- relatywnie dłuższymi kończynami przednimi
- ciemniejszą barwą ciała

Z niedawno odkrytych cech dymorficznych należy nadmienić o różnicach w ubarwieniu powierzchni podgardzielowej (samce posiadają białe (IX-XI) i żółte (IV-V) plamki, których brak u samic).

#### Pochodzenie gatunku
Wiek kątozęba syberyjskiego jako gatunku oceniono na 490 tys. lat, a za centrum rozprzestrzeniania tego gatunku należy uznać góry Azji Wschodniej.

#### Zmienność wewnątrzgatunkowa
Kątoząb syberyjski jest gatunkiem monotypowym, jednakże odznacza się pewnymi cechami zmienności osobniczej, które jednak nie kwalifikują się do wyróżniania nie tylko podgatunków, ale nawet morf i odmian.

### Zasięg występowania
Płaz ten należy do gatunków palearktycznych, przy czym zamieszkuje największy areał ze wszystkich współczesnych płazów – o powierzchni prawie 12,5 mln km². Swoim zasięgiem obejmuje terytoria 6 krajów: Rosji, Kazachstanu, Mongolii, Chin, KRL-D i Japonii. Jest to jedyny gatunek płaza ogoniastego, który przekracza północne koło podbiegunowe i dochodzi do rekordowej, wśród wszystkich przedstawicieli płazów i gadów szerokości geograficznej – 72°N. Jest także jedynym kątozębem, którego zasięg wybiega poza Azję – mianowicie występuje w Europie Wschodniej, gdzie znanych jest ok. 30 reliktowych populacji. Ogólnie zasięg obejmuje wschodnią część Europy, Syberię, Daleki Wschód wraz z Kamczatką (jedyny przedstawiciel herpetofauny na tym terenie), Sachalinem i Hokkaido.

### Biologia

#### Siedlisko
Kątoząb syberyjski zamieszkuje 4 główne formacje roślinne: tundrę, tajgę (typowa strefa dla tego gatunku), lasostep i step, przy czym na północy jego środowiskową granicą rozmieszczenia jest tundra krzewinkowa, natomiast na południu step łąkowy. Środowiskiem jego są wszelkiego typu lasy (iglaste, mieszane, liściaste), tereny otwarte (polany śródleśne, łąki, błonia, rozlewiska rzek). Zamieszkuje także tereny antropogeniczne (parki, pola uprawne, miasta). Zasięg pionowy obejmuje tereny od 0 do 900 m n.p.m., jedynie w okolicach jeziora Chubsuguł sięga do 2250 m n.p.m. Powyższe dane wskazują na eurytopowość tego gatunku.

#### Odporność
Płaz ten odznacza się wyjątkowymi zdolnościami do przeżycia nawet znacznych zniżek temperatury poniżej 0 °C. Stwierdzono, że potrafi on przetrzymać w stanie hibernacji temperatury dochodzące do -35, a nawet -40 °C. Zawdzięcza on tę cechę zdolnością do produkcji krioprotektantu, którym jest glicerol. Wątroba przed zapadnięciem kątozęba w sen zimowy produkuje znaczne ilości glukozy, która następnie rozprowadzana jest wraz z krwią do ważniejszych narządów i tam zostaje przekształcona w glicerol, który jest pod wieloma względami „lepszy” od glukozy. Ponadto gatunek ten w stanie życia aktywnego znosi temperatury od 0,5 – 29 °C. Poza tym w okresie rozrodczym nie jest wrażliwy na kwasowość wody. Dodatkowo skrzek potrafi rozwijać się dalej, nawet po krótkotrwałym zamrożeniu w lodzie, a larwy potrafią przeżyć obniżkę tlenu w wodzie dochodzącą do 1,5 mg/l.

#### Właściwości biologiczne i ekologiczne
Z wyjątkiem krótkiej pory godowej kątoząb ten spędza całe życie na lądzie, w pobliżu wszelkiego typu zbiorników wodnych. Osobniki dojrzałe nie oddalają się na większe odległości, w przeciwieństwie do osobników młodocianych, które spotykano nawet do 1,5 km od najbliższych zbiorników wodnych.
Hibernacja rozpoczyna się (zależnie od miejsca występowania) w VIII–XI a kończy się w IV–V. Miejscem jej odbywania jest zawsze ląd (w spróchniałych pniach drzew, stertach suchych gałęzi, pod kamieniami, w norach gryzoni, w kępach roślin). Zimowanie zasadniczo odbywa się w pojedynkę, czasami tylko spotyka się większe skupienia osobników (nawet do 200 sztuk).
Osobniki przeobrażone prowadzą zmierzchowy i nocny tryb życia, jedynie w czasie deszczów spotykane są również w dzień. Kryjówki dzienne są takie same jak kryjówki zimowe. Larwy aktywne są przez całą dobę.
Gatunek odznacza się powolnością, brakiem agresji w stosunku do napastników i słabo wyrażonym terytorializmem w okresie godowym. Dojrzałość płciową osiąga w 3 roku życia, a maksymalny wiek w naturze – 13 lat.

#### Rozród
Pora godowa kątozęba syberyjskiego odbywa się w środowisku wodnym. Są to z natury płytkie zbiorniki wodne – od przybrzeżnych płycizn dużych jezior poprzez małe jeziorka, stałe i wysychające stawy do bagien i kałuż na rzadko uczęszczanych drogach. Pora godowa rozpoczyna się wkrótce po opuszczeniu zimowisk przez ten gatunek, od połowy IV do połowy VI (w zależności od położenia geograficznego) i jest bardzo krótka, eksplozywna (podobnie jak u naszych żab brunatnych) – trwa 1,5 do 2 (rzadko 4) tygodni. Osobniki godujące aktywne są przez całą dobę. Dla pory godowej tego kątozęba charakterystycznym jest występowanie specyficznych "toków", polegających na powolnym falowaniu ogonem przez samca siedzącego na pędzie roślinnym zanurzonym w wodzie, w celu zwabienia samicy. U tego gatunku występuje zapłodnienie zewnętrzne, przy udziale wielu samców jednocześnie. Skrzek, w postaci charakterystycznych dla wszystkich kątozębnych parzystych torebek jajowych, przyklejany jest tuż pod powierzchnią wody do pędów roślinnych. Po całkowitym uwodnieniu torebka jajowa mierzy 15 – 20, rzadko do 37 cm długości i 3,2 do 5,0 cm szerokości. Torebki takie zawierają wszystkie wyprodukowane przez samicę jaja (od 27 do 305 sztuk). Średnica jaj w osłonkach wynosi 7 – 9 mm, a komórki jajowej 1,7 do 2,7 mm.

#### Rozwój
Rozwój zarodkowy trwa przeciętnie ok. 22 dni (strefa umiarkowana). Przeciętnie w końcu V, początkach VI zarodki, względnie młode larwy, opuszczają torebki jajowe. Długość ich w tym stadium wynosi ok. 8 – 12 mm. Jedną z charakterystycznych cech późniejszego rozwoju larwalnego jest występowanie "płetewki" na palcach przednich kończyn larw. Larwa jest typu limnofilnego. Rozwój larwalny trwa przeciętnie 60 – 80 dni, czasem zdarza się, że larwy zimują. Okresem masowej metamorfozy jest połowa VII i VIII, i larwy wtedy osiągają 2 – 6 cm długości. Po metamorfozie młode kątozęby syberyjskie pędzą lądowy tryb życia, dojrzałość płciową osiągają w 3, rzadziej 4 roku życia.

#### Pokarm
Larwy generalnie żywią się organizmami dennymi i naroślinnymi, z niewielkim udziałem zooplanktonu. Osobniki przeobrażone zjadają wszelkie lądowe bezkręgowce, jakie mieszczą się w ich paszczach, czyli gatunek ten jest polifagiem. Zdobycz atakują nagłym wyrzutem języka.

#### Wrogowie, pasożyty i choroby
Na skrzek napadają pijawki, ślimaki, wodopójki, owady wodne i ich larwy, płazy, ptaki i ssaki. Larwy atakowane są przez wodne owady i kijanki żaby Rana dybowskii. Natomiast osobniki dorosłe mają całą rzeszę wrogów (od chrząszczy biegaczowatych po ssaki). Jednakże, płaz ten, jest tylko przypadkowym składnikiem pokarmu tych zwierząt z uwagi na rozwinięte gruczoły jadowe. Powszechny jest natomiast kanibalizm, zarówno na poziomie larw jak i osobników przeobrażonych, w każdym wieku. Z pasożytów stwierdzono przedstawicieli przywr wnętrzniaków, kolcogłowów i nicieni.

### Zagrożenia i ochrona
Na dużej części swojego zasięgu gatunek ten jest pospolity. Jedynie na rubieżach areału (tj. w Europie i Japonii oraz w Mongolii) jest ustawowo chroniony. Tam też, głównie w obwodzie niżegorodzkim oraz w Japonii buduje się zbiorniki rozrodcze dla tego płaza.